# Czarnogóra na Zimowych Igrzyskach Olimpijskich Młodzieży 2012
Czarnogórę na Zimowych Igrzyskach Olimpijskich Młodzieży 2012, które odbywały się w Innsbrucku reprezentowała 1 zawodniczka.

## Skład reprezentacji Czarnogóry

### Narciarstwo alpejskie
Dziewczęta
| Zawodniczka      | Konkurencja   | Wyniki  | Wyniki  | Wyniki  | Wyniki  |
| Zawodniczka      | Konkurencja   | Runda 1 | Runda 2 | Razem   | Miejsce |
| ---------------- | ------------- | ------- | ------- | ------- | ------- |
| Milena Radojičić | Slalom        | 49.46   | 45.00   | 1:34.46 | 19.     |
| Milena Radojičić | Slalom gigant | 1:12.80 | 1:10.99 | 2:23.79 | 41.     |